# Mirnyj (distretto di Konoša)
Mirnyj (in lingua russa Мирный) è una città situata in Russia, nell'Oblast' di Arcangelo, più precisamente nel Konošskij rajon.